# Англійське хортове дербі 2005
Англійське хортове дербі 2005 тривало у червні та липні 2005 року. Фінал змагань відбувся  2 липня 2005 на престижному стадіоні «Уімблдон».

## Дійство цього року
Змагання виграв Вестмед Хоук. Удруге приз отримав тренер Нік Савва. Вийшовши останнім з воріт та маючи по ходу гонки проблеми, переможець увесь час відставав, але швидкий біг дозволив йому вийти у лідери. У фіналі брали участь 3 британські та 3 ірландські хорти. Переможець отримав 100 тис. фунтів.

## Чвертьфінали
| 1   | Нінбо Джек     | 3-1  | 28.92 |
| 2nd | Мінеола Фарло  | 7-2  | 29.01 |
| 3   | Лафтін Флаєр   | 8-1  | 29.06 |
| 4   | Колрі Кінг     | 7-1  | 29.16 |
| 5   | Баллімак Нілок | 5-1  | 29.20 |
| 6th | Робі де Ніро   | 5-2f | 29.26 |

| 1   | Блу Маджестік   | 1-1f | 28.88 |
| 2   | Каунт Гелгініт  | 6-1  | 29.12 |
| 3   | Хот Рокс        | 14-1 | 29.16 |
| 4th | Велвет Ребел    | 9-2  | 29.25 |
| 5   | Джуніор Механік | 10-1 | 29.30 |
| 6th | Томс Вью        | 3-1  | 29.37 |

| 1 | Вестмед Хоук     | 2-1  | 28.57 |
| 2 | Друпіс Марко     | 4-6f | 28.65 |
| 3 | Блонд Мак        | 66-1 | 28.85 |
| 4 | Боердаф Лайт     | 5-1  | 29.12 |
| 5 | Брайт Джо        | 50-1 | 29.28 |
| 6 | Дроп Гоул Джонні | 20-1 | 29.36 |

| 1 | Дженуері Тайгер | 3-1  | 28.66 |
| 2 | Джелдропс Тач   | 1-1f | 28.76 |
| 3 | Мустанг Окі     | 8-1  | 28.85 |
| 4 | Блонд Босс      | 7-2  | 29.07 |
| 5 | Ауер Оушн       | 33-1 | 29.16 |
| 6 | Ромео Саха      | 25-1 | 29.24 |

## Півфінали
| Перший півфінал (25 червня) | Перший півфінал (25 червня) | Перший півфінал (25 червня) | Перший півфінал (25 червня) | Перший півфінал (25 червня) | Перший півфінал (25 червня) |
| Позиція                     | Ім’я хорта                  | SP                          | Час                         | Тренер                      |                             |
| --------------------------- | --------------------------- | --------------------------- | --------------------------- | --------------------------- | --------------------------- |
| 1                           | Нінбо Джек                  | 9-2                         | 28.76                       | Лістер                      |                             |
| 2                           | Блу Маджестік               | 5-2                         | 28.78                       | Грехем                      |                             |
| 3                           | Джелдропс Тач               | 7-1                         | 28.81                       | МакКенна                    |                             |
| 4                           | Лафтін Флаєр                | 25-1                        | 28.92                       | Фейнт                       |                             |
| 5                           | Каунт Гелініт               | 12-1                        | 29.24                       | Бурк                        |                             |
| 6                           | Друпіс Марко                | 5-4f                        | 29.36                       | Блек                        |                             |

| Другий півфінал (25 червня) | Другий півфінал (25 червня) | Другий півфінал (25 червня) | Другий півфінал (25 червня) | Другий півфінал (25 червня) | Другий півфінал (25 червня) |
| Позиція                     | Ім’я хорта                  | SP                          | Час                         | Тренер                      |                             |
| --------------------------- | --------------------------- | --------------------------- | --------------------------- | --------------------------- | --------------------------- |
| 1                           | Мінеола Фарло               | 3-1                         | 28.77                       | Грехем                      |                             |
| 2nd                         | Вестмед Хоук                | 5-4f                        | 28.86                       | Савва                       |                             |
| 3                           | Блонд Мак                   | 25-1                        | 28.99                       | Хітч                        |                             |
| 4                           | Мустанг Окі                 | 16-1                        | 29.26                       | Кехілл                      |                             |
| 5                           | Дженуері Тайгер             | 11-4                        | 29.31                       | Уолліс                      |                             |
| 6                           | Хот Рокс                    | 20-1                        | 29.39                       | Баклі                       |                             |

## Результати фіналу[4]
| Поз | Ім'я           | Odds | Час           | Тренер       |
| --- | -------------- | ---- | ------------- | ------------ |
| 1   | Вестмед Хоук   | 5/4F | 28.56         | Нік Савва    |
| 2   | Блонд Мак      | 33/1 | 28.71 (1 3/4) | Артур Хітч   |
| 3   | Блу Маджестік  | 6/1  | 28.95 (3)     | Сімус Грехем |
| 4   | Мінеола Фарло  | 7/1  | 28.99 (1/2)   | Сімус Грехем |
| 5   | Нінджо Джек    | 3/1  | 29.05 (3/4)   | Чарлі Лістер |
| 6   | Джелдропс Тауч | 7/2  | 29.06 (SH)    | Оуен МакКена |

## Протокол змагань
Головними сподіваннями англійців були представники команди Чарлі Лістера: Робі де Ніро, Белл Девоушн та переможець гонки Laurels Нінбо Джек. Дует Карлі Філпотта у складі Баллімак Пірреса та Балімака Кьювелла також ніс загрозу. Ірландія виставила вражаючу групу під керівництвом фіналістів Ірландського дербі ім. Фрезера Блека Друпіса Марко (чемпіона шотландського дербі) та Друпіса Мальдіні. Пара Сімуса Грехема Блу Маджестік та Мінеола Фарло розташувалися на одному рівні з командою МакКена, яка включала фіналіста Ірландського дербі та Superb Pass Джелдпропса Тача, Акассіса Ейса та Боердаффа Лайт.
```
Хорт року 2004
 Файєр Хайт Дан виграв свою першу гонку 2 червня, але згодом зламав 
горохоподібну кістку
. Згодом його власник повідомив про завершення виступів пса
[
5
]
. Друпіс Лерой був найшвидшим того вечора з результатом 28.59. На третій день змагань Друпіс Марко, Балімак Пірес та Друпіс Мальдіні показали вражаючі результати 28.60, 28.48 та 28.49 відповідно
[
6
]
.
```

Другий раунд почався 10 червня сенсаційними відстороненнями Акасіса Ейса, Гі Гоуса Барні та Баллімака Піреса. Того ж дня Вестмед Хоук переміг у забігу за участю Друпіса Мальдіні, Друпіс Марко теж вразив швидким підсумком 28.58.
Друпіса Лероя відсторонили у першому забігу третього раунду, яку виграв Каунт Гелініт. Наступними переможцями стали Томс Вью, Велвет Ребел, Джелдпропс Тач та Баллімак Нілок. Та всіх обійшов Друпс Марко, який переграв спритноо фінішера Вестмеда Хоука. Блу Маджестік та Ленсон Тьєррі закрили список переможців. Друпіс Мальдіні та Ромео Падді були головними невдахами.
Нінбо Джек впевнено виграв перший чвертьфінал, а Блу Маджестік та Дженуарі Тайгер успішно пройшли у гонках 3 і 4 відповідно. Другий забіг знову звів Друпіса Марко та Вестмеда Хоука. Останній здобувши реванш.
Westmead Hawk became a strong favourite when Droopys Marco failed to
Вестмед Хоук смтав упевнением фаворитом після провалу Друпіса Марко у першому півфіналі. Друпіс Марко мав проблеми у забігу, який виграв Нінбо Джек та фінішував останнім. Блу Маджестік та Джелдропс Тач заповнили собою кваліфікаційні місця, що залишилися. Вестмед Хоук також був проблеми на шляху, але зрештою пройшов другим позаду Мінеоли Фарло, тоді як аутсайдер Блонд Мак прибігла третьою.